# Dinarmus colemani
Dinarmus colemani är en stekelart som först beskrevs av Crawford 1913.  Dinarmus colemani ingår i släktet Dinarmus och familjen puppglanssteklar. Inga underarter finns listade i Catalogue of Life.